# ينتل (فلم)
ينتل (بالإنجليزية: Yentl) هو فيلم موسيقي تم إنتاجه في الولايات المتحدة وصدر في سنة 1983. الفيلم من إخراج باربرا سترايساند.

## بطولة
- باربرا سترايساند

### ترشيحات وجوائز
| السنة | الحدث  | الفئة               | النتيجة  |
| ----- | ------ | ------------------- | -------- |
|       | أوسكار | أفضل موسيقى تصويرية | فـــــوز |

## الميزانية والإيرادات
بلغت تكلفة إنتاج الفيلم حوالي 12 مليون دولار بينما حقق أرباحا تقدر بـ 40,218,899">http://www.imdb.com/title/tt0086619/business</ref></a> دولار.

## روابط خارجية
- مقالات تستعمل روابط فنية بلا صلة مع ويكي بيانات